# Passoré
Passoré is een van de 45 provincies van Burkina Faso. De hoofdstad is Yako.

## Geografie
Passoré heeft een oppervlakte van 3.867 km² en ligt in de regio Nord.
De provincie is onderverdeeld in 9 departementen: Arbolé, Bagaré, Bokin, Gomponsom, Kirsi, La-Todin, Pilimpikou, Samba en Yako.

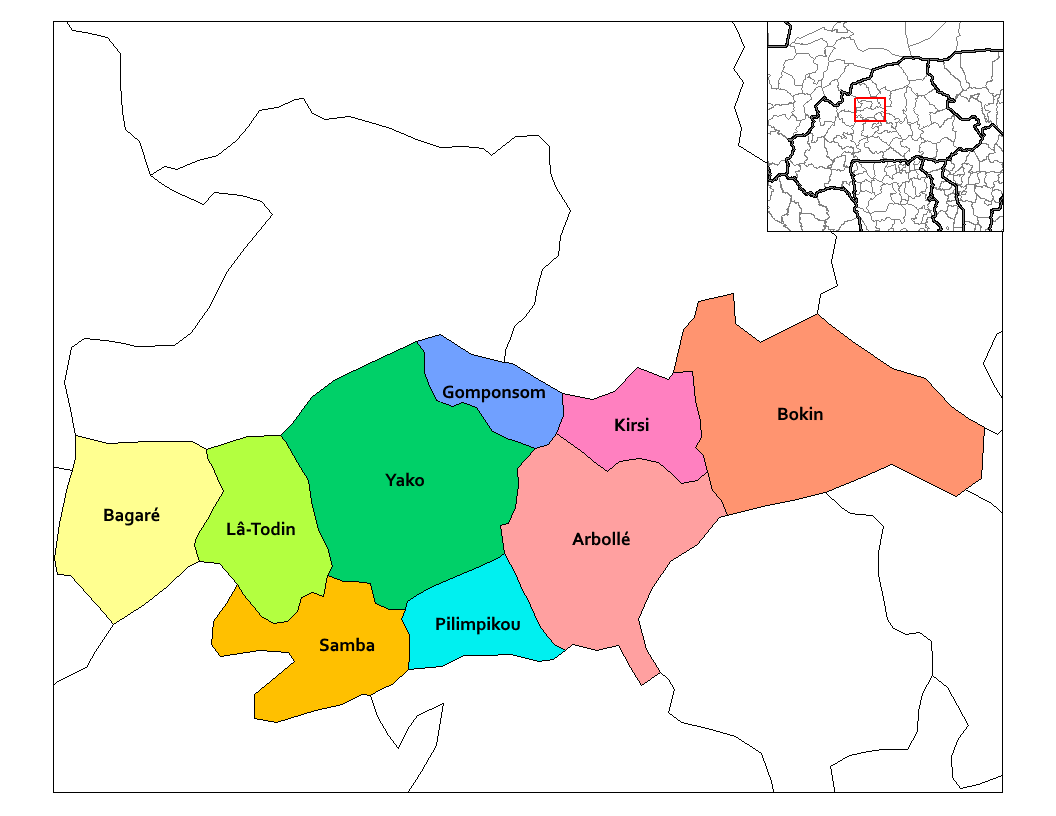
Departementen van Passoré

## Bevolking
In 1997 leefden er 271.216 mensen in de provincie. In 2019 waren dat er naar schatting 457.000.
Balé · Bam · Banwa · Bazéga · Bougouriba · Boulgou · Boulkiemdé · Comoé · Ganzourgou · Gnagna · Gourma · Houet · Ioba · Kadiogo · Kénédougou · Komondjari · Kompienga · Kossi · Koulpélogo · Kouritenga · Kourwéogo · Léraba · Loroum · Mouhoun · Nahouri · Namentenga · Nayala · Noumbiel · Oubritenga · Oudalan · Passoré · Poni · Sanguié · Sanmatenga · Séno · Sissili · Soum · Sourou · Tapoa · Tuy · Yagha · Yatenga · Ziro · Zondoma · Zoundwéogo